# World Trade Center Bogotá
El World Trade Center Bogotá (en español, «Centro Mundial de Comercio de Bogotá») es un pequeño conjunto de edificios de 4 torres adyacentes fundado en 1983 ubicado en el centro financiero de la calle 100 al norte de Bogotá, D.C., la capital de Colombia; este es miembro activo y certificado del World Trade Centers Association (WTCA). Con este, nace en 1986 el Hotel Bogotá Royal, que actualmente hace parte de la cadena de Hoteles NH bajo el nombre NH Collection Bogotá WTC Royal, con 10 salas de reuniones y restaurante propio. Igualmente, en la última planta de la Torre C se encuentra el reconocido restaurante giratorio La Fragata, especializado en comida de mar que permite ver los 360 grados de la panorámica de la ciudad. En la primera planta se encuentran adicionalmente restaurantes y locales con variedad de servicios ofrecidos a los ocupantes de las oficinas y población flotante de la zona.